# Luis Güereña
Luis Güereña (Tijuana, Baja California, México, 20 de enero de 1959 - Tijuana, 11 de enero de 2004) fue un cantante, músico y activista mexicano. Es considerado pionero y promotor del ska y punk en México.

## Biografía
Nació el 20 de enero de 1959. Cuando era niño, estaba interesado en la música que era popular en ese momento en los Estados Unidos y en Europa. Tuvo sus primeras apariciones en una banda llamada Solución Mortal, donde fue el bajista actuando en Los Ángeles y San Diego, donde actuó de contrabando ya que no contaba con documentos. 
Su primer proyecto musical destacado llevó por nombre Radio Chantaje, donde se desempeñó como percusionista y cantante. El grupo tenía influencias notorias de The Clash, Iggy Pop y The Specials, entre otros, sin embargo, el grupo se separó unos meses después, pues Güereña quería darle a Chantaje una imagen más política y hablar sobre sus planes en entrevistas sin discutirlos con sus compañeros de banda.
Posteriormente, se fue a Los Ángeles a trabajar con John Doe, pero Alejandro Zúñiga (baterista de Radio Chantaje y a quien conoció durante una conferencia sobre los políticos de izquierda rebeldes en El Salvador y Nicaragua) le propuso regresar y en 1989 Güereña y Zúñiga fundaron la banda NO, que un par de años después cambiaría a Tijuana No!.
Tijuana No! es sin duda el proyecto más popular de Güereña. La banda tuvo gran aceptación entre el público y difusión en la radio. Sus mayores éxitos son: Pobre de ti, Golpes bajos, Transgresores de la ley, Spanish bombs, La migra, Pobre Frida, La esquina del mundo, entre otros. Con Tijuana No! editó tres álbumes de estudio: NO (1992, 1994), Transgresores de la ley (1995) y Contra-revolución avenue (1998). La banda se separó en 2002, luego de presentarse en el Festival Xtremo de Guadalajara.
Falleció mientras veía la televisión en su casa en Tijuana el 11 de enero de 2004 a la edad de 45 años, víctima de un ataque cardíaco. De manera póstuma, sus antiguos compañeros de Tijuana No! realizaron una serie de conciertos en Tijuana, la Ciudad de México y Los Ángeles. 
En julio de 2006, la canción Pobre de ti fue incluida en la inauguración del 50×50 Paseo del Rock Mexicano, un espacio con 50 placas dedicadas a las 50 canciones más representativas del rock mexicano. Este acto tuvo la finalidad de reconocer la trayectoria de los principales grupos de rock en México, comenzando desde 1960 en orden cronológico. Las placas están ubicadas en el Jardín Ramón López Velarde de la capital mexicana.
Los conciertos que organizó Güereña, siempre estuvieron relacionados con su apoyo a movimientos sociales como los movimientos prosoviéticos en Centroamérica, los sandinistas, el Frente Farabundo Martí para la Liberación Nacional, el maoísmo, el Ejército Zapatista de Liberación Nacional y al Movimiento Revolucionario Internacionalista. Las letras de Güereña, de alto contenido político, dejaban ver los problemas de vivir en la frontera que divide a México de Estados Unidos.

## Discografía

### Con Tijuana No!
- NO (1992,1994)
- Transgresores de la ley (1995)
- Contra-revolución avenue (1998)
- Live at Bilbao, Spain (2000)
- Rock millenium (1999)
- Rock en Español - Lo mejor de: Tijuana No (2001)